# 닐스 올센
닐스 올센(덴마크어: Niels Olsen, 1960년 3월 8일 ~ )은 덴마크의 배우이다.
오르후스에서 태어났다.

## 영화
- 파더 오브 포: 백 투 네이처 (2011년)
- 터질거야 (2006년)
- 브라더스 (2004년) - 알렌토프트 역
- 오픈 하트 (2002년)
- 마이 시스터스 키즈 (2001년)
- 오프 트랙 (2000년)
- 꾸러기 가족 (1991년)